# 博利瓦爾縣 (馬納比省)

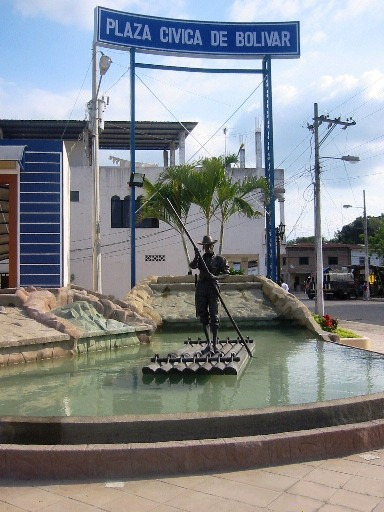

博利瓦爾縣（西班牙語：Cantón Bolívar），是厄瓜多爾的縣份，位於該國西部，由馬納比省負責管轄，面積537平方公里，主要經濟活動有農業和畜牧業，2001年人口35,627，人口密度每平方公里66.34人。